# Fábrica Argentina de Aviones
La Fábrica Argentina de Aviones « Brigadier San Martín » S.A., connue aussi sous son acronyme FAdeA, est une entreprise de production d’aéronefs et de recherche aérospatiale, établie dans la province argentine de Córdoba. 

## Histoire
FAdeA est une société anonyme de capital public, qui fut fondée en décembre 2009 sous la présidence de Cristina Fernández de Kirchner, après que l’État argentin eut acquis les actions de la société Lockheed Martin Aircraft Argentina S.A., établie sur les terrains de l’Área Logística Córdoba (unité de la force aérienne argentine), dans les installations de l’ancienne Fabrica Militar de Aviones (FMA) sises Avenida Fuerza Aerea Argentina, dans la lointaine banlieue ouest de la ville de Córdoba.
Ce complexe de grande importance stratégique subit plusieurs transformations au long de son histoire. Fondé initialement en tant qu’entreprise d’État, le 10 octobre 1927, sous la présidence du radical Marcelo Torcuato de Alvear, il fut placé sous la tutelle du ministère de la Guerre et reçut le nom de Fábrica Militar de Aviones. L’objectif consistait au début à fabriquer des Avro 504 et, sous licence, des moteurs d’avion de marque étrangère. En 1932, l’on se mit à produire les premiers types issus d’une conception propre, nommément l’Ae.C.1, avion de tourisme triplace. En 1933, le premier avion de transport de passagers produit en Argentine vit le jour, sous les espèces de l’Ae.T.1. On fabriqua encore, sous licence, le Curtiss Hawk Model 75 et le Focke-Wulf Fw 44, et l’entreprise acquit les droits de fabrication du Siemens-Halske Sh 14 et du Wright R-1820.
En 1944, la firme devint une subdivision de l’Institut aérotechnique (nom mieux connu sous sa forme ramassée Institec) et reçut une nouvelle dénomination correspondante. L’Institut aérotechnique fut à la pointe du développement technologique argentin, impulsant, en plus de construire les premiers avions à réaction, le lancement d’autres industries nationales, telles que l’automobile et l’aérospaciale. La firme passa sous tutelle du secrétariat à l’Aéronautique nouvellement créé, et la direction en fut confiée au brigadier Juan Ignacio San Martín. Entre 1944 et 1949, et jusqu’à 1955, elle réalisa une production entièrement nationale, dont, en 1947, le premier avion propulsé par un moteur à réaction d’Amérique du Sud, le Pulqui I. En 1951 fut fondée la Fábrica de Motores y Automotores, et en 1952 l’entreprise Industrias Aeronáuticas y Mecánicas del Estado (acronyme IAME), à la suite de quoi l’activité sera réorganisée en dix grandes usines. En 1956, sous la dictature militaire instaurée en 1955, l’Institec retrouva son ancienne dénomination de Fábrica Militar de Aviones et vint à dépendre organiquement de la force aérienne argentine, pour ensuite, en 1957, devenir la Dirección Nacional de Fabricación e Investigación Aeronáutica, la DINFIA, laquelle emploiera passagèrement jusqu’à 9 500 travailleurs. En 1965 fut conclu un contrat de licence de cinq ans permettant à l’entreprise de fabriquer le Cessna 182, contrat prolongé par la suite. En 1968, la firme reprit son nom de Fábrica Militar de Aviones et devint une subdivision d’Área Material Córdoba (AMC), anciennement IAME. S’ajoutèrent alors la production sous licence du Cessna 188 et du Cessna 152, puis fut commencée, dans la décennie 1970, la fabrication du FMA IA-58 Pucará. En 1972 le prototype du drone FMA IA-59 Tábano effectua son premier vol. Le dernier avion en date à avoir été conçu par la firme est le FMA IA-63 Pampa.
En 1967 fut créée la société Industrias Mecánicas del Estado (IME), vers laquelle l’activité de production d’automobiles sera transférée. L’IME resta active jusqu’en 1980, lorsqu’elle sera liquidée sur instruction de José Alfredo Martínez de Hoz, alors ministre de l’Économie sous la dictature militaire. En 1995, après que l’entreprise Área Material Córdoba eut été transformée en avril 1992 en une société anonyme, mais dont l’État argentin se réserva dans un premier temps 30% des parts, elle fut donnée par le président Carlos Menem en concession au conglomérat industriel américain Lockheed Martin Aircraft. La firme, qui n’employait plus que 900 personnes, abandonna alors son activité de fabrication et de développement, pour se concentrer désormais sur les activités de maintenance. Cette situation perdura jusqu’à la reprise de la société par l’État national argentin en mars 2009. 
En 2008 en effet, le gouvernement de Cristina Fernández de Kirchner annonça la renationalisation de l’entreprise, qui devint effective le 17 mars 2009. Il fut annoncé que l’entreprise se spécialiserait dorénavant dans la fabrication d’appareils polyvalents et d’avions légers de transport de passagers, dans deux nouvelles lignes de production. En août 2010, l’entreprise fit savoir qu’elle développerait l’avion d’entraînement IA-73, dont la conception devait être finalisée en 2013.
La superficie des installations s’accrut des 8340 m² à leur origine, aux 24 ha qu’elles occupaient au milieu de la décennie 2010. Jusque-là, l’entreprise avait produit plus de 1 300 appareils de 30 modèles différents.